# Plant-for-the-Planet
Plant-for-the-Planet é uma iniciativa infantil que tem o objetivo de sensibilizar crianças e adultos sobre as questões da mudança climática e justiça global.

## História
A ideia para o Plant-for-the-Planet foi desenvolvida pela primeira vez na Alemanha em 2007 por Felix Finkbeiner, um menino de nove anos. Foi quando o professor de Finkbeiner deu a tarefa de preparar um relatório escolar sobre a questão das mudanças climáticas, que a inspiração surgiu. Durante sua pesquisa, ele se deparou com a história de Wangari Maathai, vencedora do Prêmio Nobel da Paz do Quênia, que havia trabalhado para plantar mais de 30 milhões de árvores em toda a África como parte do "Movimento Cinturão Verde". Ao final da apresentação de Felix, ele compartilhou a ideia de que as crianças do mundo poderiam plantar 1 milhão de árvores em cada país. Em 28 de março de 2007, a primeira árvore foi plantada na escola de Finkbeiner, marcando o lançamento oficial do Plant-for-the-Planet. Estudantes na Baviera e em toda a Alemanha também se envolveram e continuaram a plantar árvores sob o nome da iniciativa. Após um ano, 150.000 árvores já haviam sido plantadas e, em 2008, Finkbeiner conseguiu alcançar um público maior depois de ser eleito para o conselho infantil do Programa das Nações Unidas para o Meio Ambiente (PNUMA). O Plant-for-the-Planet promove a visão de que cada árvore é uma contribuição para a proteção ambiental e climática. No início de 2011, havia crianças participando em mais de 93 países. À medida que a organização tem crescido, seu objetivo principal também se ampliou. Em 2011, as crianças alcançaram a meta de plantar um total de 1 milhão de árvores ao redor do mundo.

## Estrutura
A organização é composta principalmente por jovens, consistindo em "membros" e "embaixadores". Um membro pode se tornar um embaixador ao participar da Academia, que é uma conferência de um dia. A partir de 2016, membros e embaixadores votam online para eleger um Conselho Global, que é composto por 14 crianças (de 8 a 14 anos) e 14 jovens (de 15 a 21 anos). Em uma segunda rodada de votação, dois deles são escolhidos como Presidente Global e Vice-Presidente Global. Além dos jovens, um adulto também serve no conselho, em uma posição chamada "Secretariado do Planet-for-the-Planet". O objetivo do Conselho Global é dar à organização um foco e tomar decisões em toda a organização.

## Iniciativas

### Plantio de árvores

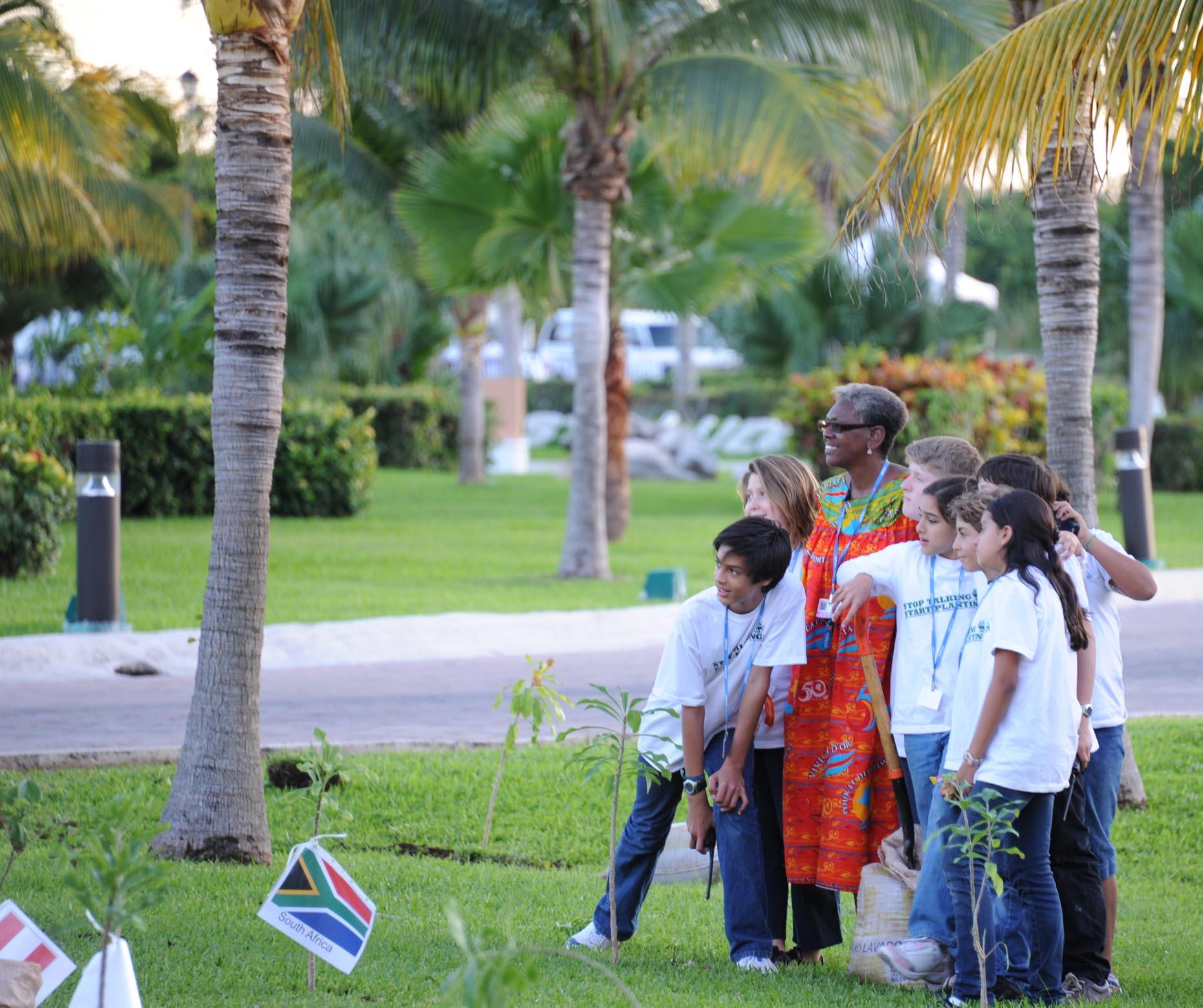
Jovens "Embaixadores da Justiça Climática" após um evento de plantio de árvores na Conferência do Clima em Cancun, México, em 2010

As atividades de plantio de árvores são organizadas pelos próprios estudantes e crianças. Os estudantes precisam encontrar silvicultores e organizações ambientais para fornecer mudas e mostrar como, onde e quando plantar. O financiamento necessário para plantar árvores vem de doações individuais e corporativas. Para a restauração na Península de Yucatán, no México, o Plant-for-the-Planet promete plantar uma árvore para cada euro doado. Em 19 de junho de 2021, 32 milhões de árvores haviam sido doadas e 167 projetos participavam globalmente. Para ajudar a coletar dados no local e aumentar a transparência na plataforma, o Plant-for-the-Planet criou o TreeMapper, um aplicativo de código aberto e gratuito.
Após a transferência da Billion Tree Campaign, a Plant-for-the-Planet aumentou a meta da iniciativa para plantar um trilhão de árvores. Em setembro de 2019. De acordo com o site da Trillion Tree Campaign, 13,6 bilhões de árvores foram plantadas como parte da iniciativa. No Fórum Econômico Mundial de 2020 em Davos, houve o lançamento de uma iniciativa para trazer apoio ao plantio. Muitas pessoas proeminentes apareceram na campanha, incluindo a política Mary Robinson, o ator Harrison Ford e Albert II, Príncipe de Mônaco.

### Chocolate
O "chocolate da mudança", também conhecido como "Die Gute Schokolade" na Alemanha, é um produto iniciado pelo movimento Plant-for-the-Planet. Foi criado por crianças que buscaram apoio de empresas globais de chocolate para sua campanha de plantio de árvores, mas foram rejeitadas. Isso levou-as a estabelecer sua própria marca. O doce também foi apresentado a delegados que participaram das Conferências da ONU sobre clima, com um apelo por ação urgente em prol da justiça climática. Cada venda de cinco barras resulta em uma árvore plantada, contribuindo para mais de 9 milhões de árvores financiadas até 1 de outubro de 2023. Uma variante de chocolate vegano escuro também foi introduzida para atender a um público mais amplo.

## Cobertura da imprensa e críticas
Em 2019, Die Zeit publicou um artigo questionando os números de plantio divulgados e os métodos utilizados para determiná-los. Críticas foram levantadas sobre a mistura de dados de árvores plantadas na iniciativa Plant-for-the-Planet com aquelas já plantadas por ações da ONU antes da fundação do projeto. Até agora, as informações de plantio são suportadas por geodados.
Em 2020, a Die Zeit renovou suas críticas. Tanto os plantios de árvores relatados quanto sua taxa de sobrevivência foram considerados "improváveis" altos. A localização escolhida para os plantios também foi criticada, uma vez que novas plantas nesse local não pareceriam fazer muito sentido ecológico. A transparência da organização foi criticada, levando o Plant-for-the-Planet a divulgar que tornaria todos os dados, fatos e números transparentes no futuro. Felix Finkbeiner respondeu a crítica no mesmo dia em uma carta aberta como uma "completa distorção" que trabalharia com suposições e insinuações.
Em 2021, as revistas Zeit e Stern novamente relataram criticamente. As promessas da iniciativa foram consideradas "boas demais para serem verdade". As revistas criticaram novamente que as áreas selecionadas pela organização não foram escolhidas de forma otimizada.
Até 2018, as atividades de plantio de árvores eram certificadas pela Comissão Nacional Forestal (CONAFOR), a subautoridade do Ministério do Meio Ambiente do México. Devido a cortes no orçamento da Conafor, as visitas regulares das autoridades foram interrompidas, o que foi criticado pelos autores da Zeit. No entanto, a fundação afirma que visitas de autoridades, especialistas e jornalistas são possíveis a qualquer momento. A acusação também é feita de que a estrutura organizacional da associação subsidiária mexicana, para a qual as doações da Alemanha são transferidas, "não é compatível com as leis alemãs". A associação consistia apenas dos dois fundadores, pai e filho Finkbeiner, e um empresário mexicano. A fundação anunciou que convocou um grupo independente de especialistas em reflorestamento para revisar e monitorar o trabalho e que auditores examinariam os registros financeiros. Alguns parceiros decidiram pausar temporariamente a cooperação até que os certificados de teste e pareceres de especialistas estejam disponíveis.
Em agosto de 2021, a PKF emitiu um comunicado que dizia: "Os resultados da auditoria não deram origem a objeções, e em 30 de julho de 2021 foi emitida uma opinião sobre os relatórios anuais do Plant-for-the-Planet para os relatórios de 2015 a 2020." Outra empresa de auditoria, a HSL, também forneceu opiniões na Alemanha. Escritórios de advocacia internacionais, White & Case e Gibson Dunn, também apresentaram suas declarações de que os estatutos e a estrutura do Plant-for-the-Planet estão em conformidade com as leis mexicanas e alemãs, respectivamente.